# Meroctenus
Meroctenus is een geslacht van kevers uit de familie van de loopkevers (Carabidae). De wetenschappelijke naam van het geslacht is voor het eerst geldig gepubliceerd in 1868 door Gemminger & Harold.

## Soorten
Het geslacht Meroctenus is monotypisch en omvat slechts de volgende soort:
- Meroctenus crenulatus (Chaudoir, 1843)